# Wappen der finnischen Region Varsinais-Suomi
Wappen der finnischen Region Varsinais-Suomi

Varsinais-Suomi

Diese Seite zeigt Wappen der finnischen Städte und Gemeinden der Region von Varsinais-Suomi.

## Städte und Gemeinden

Varsinais-Suomi
Aura
Kaarina
Kimitoön
Koski Tl
Kustavi
Laitila
Lieto
Loimaa
Marttila
Masku
Masku[12] (bis 2008)
Mynämäki
Naantali
Nousiainen
Oripää
Paimio
Pyhäranta
Pöytyä
Raisio
Rusko
Rusko[22] (bis 2008)
Salo
Salo[24] (bis 2008)
Sauvo
Somero
Taivassalo
Turku
Uusikaupunki
Vehmaa

## Wappen aufgelöster und alte Gemeinden

Alastaro
Angelniemi
Askainen
Dragsfjärd
Halikko
Hiittinen
Houtskari
Iniö
Kaarina[39] (bis 2008)
Kakskerta
Kalanti
Karinainen
Karjala
Karuna (Finnland)
Kemiö
Kiikala
Kisko
Korppoo
Kuusjoki
Lemu
Loimaa[51] (bis 2004)
Loimaan kunta[52] (bis 2004)
Lokalahti
Maaria
Mellilä
Merimasku
Metsämaa
Mietoinen
Muurla
Mynämäki[60] (bis 2006)
Naantali
Nagu
Paattinen
Pargas
Pargas
Perniö
Pertteli
Piikkiö
Pyhämaa
Rymättylä
Suomusjärvi
Särkisalo
Tarvasjoki
Uskela
Vahto
Velkua
Västanfjärd
Yläne

## Wappenbeschreibung
1. ↑  In Rot ein goldgekrönter goldener Spangenhelm en face (dem Betrachter zugewandt) gestellt, hinter dem zu jeder Seite eine blaue Flagge mit kleinem dreieckigen Einschnitt an der Flugseite und mit goldenem Kreuz am goldenen Stock weht. Auf dem Wappen ruht eine goldene Krone.
2. ↑  In Rot ein goldener Pflug über einen goldenen Wellenbalken über dem Schildfuß
3. ↑  In Rot enden drei goldene schlanke Spitzen mit einem Kleeblatt
4. ↑  In Blau eine goldene Schiffsschraube schräggestellt
5. ↑  In Rot ein silbernes Rad und mittig ein durchbohrter sechszackiger Stern
6. ↑  In Rot ein silberner Schrägrechtswellenbalken von zwei goldenen Ankern begleitet
7. ↑  In Rot ein goldbewehrter silberner Hahn mit einem Hakenmesser im rechten Fang
8. ↑  In Rot ein goldener wachsender St. Peter mit einem goldenen Buch in der linken und einem ebenso gefärbten, den Doppelbart nach oben zeigenden Schlüssel, in der rechten Hand
9. ↑  In Blau sind pfahlweise sieben Weizenkörner mit zwei kleinen Blättchen über einem Korn mit zusätzlich zwei Halmblätter von vier goldenen Kleeblattkreuzen begleitet
10. ↑  In Rot und erhöhtem Schildfuß in Grün geteilt zeigt in Gold den Heiligen St. Martin auf einem Pferd einen Mantel mit dem Schwert zerteilend für den knienden Bettler
11. ↑  In Rot zwei schragengekreuzte silberne Marschallstäbe mit goldenen Enden von vier goldene Kleeblätter in den Winkeln
12. ↑  In Rot sind fünf goldene Espenblätter zum Kreuz gelegt
13. ↑  In Rot sind drei goldene Vogelfedern senkrecht geteilt
14. ↑  In Schwarz stehen die gotischen Buchstaben „v“ und „g“ in Gold unter einer schwebenden goldenen Krone
15. ↑  In Rot sitzt auf einem goldenen Thron zu dessen Seiten je ein wachsender Hund hervorbricht und zu seinen Füßen ein kriechender Mann mit Axt liegt, der goldene Heilige St. Henry mit erhobener rechten Schwurhand und in der Linken den Krummstab haltend
16. ↑  In Rot ein goldener Pferdekopf aus einem goldenen Pfahl wachsend
17. ↑  In Rot ein silberner ?? von besäten goldenen Kleeblättern umgeben
18. ↑  In Rot ein goldenes Kleeblattkreuz dessen unterer Arm in einem Anker ausläuft
19. ↑  In Rot eine gebundene goldene Ährengarbe auf der eine silberne Waage aufliegt
20. ↑  In Silber der blaugekleidete St. Martin auf einem goldbehuften roten Pferd mit goldenem Sattel und Zaumzeug, einen roten Mantel zerteilend mit einem silbernen Schwert.
21. ↑  In Rot drei goldene Sensenblätter mit den Spitzen nach rechtszeigend und jedes mit einer goldenen Kone geziert
22. ↑  In Rot eine einfache goldene Bischofskrümme aus dem linken unteren Schildrand wachsend mit einer goldenen Sonne mit wechselnden spitzen und geflammten Strahlen darin
23. ↑  In Rot ein goldener ausgerissener Eichenbaum mit Blättern und Früchten unter einem goldenen Zinnenschildhaupt mit schwarzen Halbmond, dessen Spitzen nach rechts zeigen
24. ↑  Im blauen Schild ein weißer Schwan mit blauem Auge auf einem goldenen Wellenfaden über dem eine weiße Lilie schwebt und im rechten goldenen Obereck aus blauen Wolken ein ebenso gefärbter Arm mit Messer ins Feld ragt. Auf dem Schild ruht eine goldene Krone
25. ↑  In Gold eine schwarze Dohle von zwei gebohrten sechszackigen schwarzen Sternen begleitet
26. ↑  In Silber ein schwarzer mit drei roten Flammen oben und zu seinen Seiten brennender ausgerissener Baumstumpf
27. ↑  In Rot eine goldene Kogge mit einem Mast und einem goldenen Rahsegel mit rotem Tatzenkreuz nach rechts segelnd
28. ↑  Im blauen Feld ein goldener gotischer Buchstaben „A“ von vier silbernen florentinischen Lilien umgeben. Auf den Schild ruht eine goldene Krone
29. ↑  In Silber senkrecht zwei abgewendete blaue Hechte Auf den Schild ruht eine goldene Krone
30. ↑  In Gold steht auf einem grünen Drachen die Heilige Margarete in Rot mit ebenso gefärbten Zöpfen und rotem Nimbus ein rotes langstieliges Kreuz dem Drachen mit der rechten Hand in den Rachen stoßend und links ein rotes Buch haltend
31. ↑  In Schwarz zwei gegengewendete Feuerstählen mit je einem Kleeblatt in der Öffnung
32. ↑  In Rot drei goldene Anker an einem Ring im Dreipass gestellt
33. ↑  In Rot zwei schragengekreuzte silberne Marschallstäbe mit goldenen Enden von vier goldene Kleeblätter in den Winkeln
34. ↑  In Blau eine goldene Schiffsschraube schräggestellt
35. ↑  In Rot ein goldener ausgerissener Eichenbaum mit Blättern und Früchten unter einem goldenen Zinnenschildhaupt mit schwarzen Halbmond, dessen Spitzen nach rechts zeigen
36. ↑  In Rot ein goldener Balken mit einem blauen liegenden zweiseitigen Dreizack
37. ↑  In Silber eine rechtssegelnde rote dreimastige Kogge mit geblähten Segeln in Rot und nach rechts wehenden roten Mastwimpeln
38. ↑  In Rot ein goldenes Netz über dem ein goldener Pfahl liegt
39. ↑  In Rot vor einem oben ausgebrochenen silbernen Richtrad in Gold die Heilige Katharina mit nach unten zeigendem Schwert in der rechten Hand und links ein goldenes Buch hochhaltend
40. ↑  In Gold zwei schwarze Boote mit roter Ladung Ziegelsteine
41. ↑  In Rot mit silbernem Wellenbalken hat oben einen goldenen Koffer und unten einen Handpflug in Gold mit schwarzer Spitze
42. ↑  In Rot ein goldener stilisierter Tannenzweig
43. ↑  In Rot eine goldene Trinkflasche mit Tragegurt
44. ↑  In Rot ein silberner Rechtarm aus dem linken Schildrand hervorbrechend mit einem goldenen Kerzenhalter und silberner Kerze mit goldener Flamme
45. ↑  In Rot und Gold mit einem Herzschnitt geteilt
46. ↑  In Rot eine goldene Rübe mit ebenso gefärbten Blättern
47. ↑  In Grün zwei silberne Spitzhämmer gekreuzt mit den Spitzen nach unten zeigend und mit Kleeblattschnitt abgetrennterSchildfuß
48. ↑  In Gold ein rotgekrönter und rotgezungter auffliegender Rabe
49. ↑  In Gold ein grüner Schrägrechtsbalken mit einem Tannenschnitt oben und Wellenschnitt unten
50. ↑  In Rot ein silbernes Kleeblattkreuz mit einem Radkreuz als unterer Arm
51. ↑  In Blau eine goldene verzierte Stange mit einem goldenen Haken am Ende wird von zwei goldenen Ähren begleitet
52. ↑  In Blau sind pfahlweise sieben Weizenkörner mit zwei kleinen Blättchen über einem Korn mit zusätzlich zwei Halmblätter von vier goldenen Kleeblattkreuzen begleitet
53. ↑  In Rot und Silber geteilt; oben eine silberne fliegende Möwe mit schwarzen Beinen und unten ein rotes Netz
54. ↑  In Rot die kniende Jungfrau Maria in Gold mit Krone und Nimbus in Profil und den goldenen Buchstaben M und ein Balkenstück auf dem Buchstaben vor und hinter ihr schwebend
55. ↑  In Grün ein aus goldenen Ähren gestelltes Kreuz
56. ↑  unklar
57. ↑  In Rot ein silberner Balken mit einem Tannenschnitt auf der Oberseite
58. ↑  In Rot sind drei goldene Vogelfedern senkrecht gestellt
59. ↑  In Rot ein halbes silbernes Rad aus dem eine goldene Lilie wächst
60. ↑  In Silber eine eingeschobene rote Spitze mit goldenem Kleeblattkreuz an den oberen Enden der Kreuzarme
61. ↑  In Schwarz ein goldenes Rad mit spitzen und flammende Spitzen am ganzen Umfang
62. ↑  In Rot ein silberner Anker mit einer am Ankerring aufgelegten goldenen Krone
63. ↑  In Gold ein aus dem linken Schildrand hervorragendes schwarzer Bootbug mit aufsitzender schwarzer Krähe mit rotem Schnabel und Füßen
64. ↑  In Rot ein goldener Anker in einem Steinammer auslaufend und mit zwei offenen Flügeln in Ankermitte
65. ↑  In Rot eine gemauerte goldene Brücke mit großem Bogen auf der Unterseite und drei goldene Jakobsmuscheln balkenweise am Schildhaupt
66. ↑  In Rot wachsen fünf gestielte goldene Blätter aus einer goldenen Pflugschar
67. ↑  In Schwarz ein zugewandter silberner San Bartolomeo mit Heiligenschein und einem goldenen Messer in der rechten und ein goldenes Buch mit rotem Kreuz in der linken Hand
68. ↑  In Rot enden drei goldene schlanke Spitzen mit einem Kleeblatt
69. ↑  In Rot ein goldenes durchgehendes Kreuz mit einem blauen dreiblättrigen Erdbeerblatt darauf
70. ↑  In Blau zwei silberne Heringe von neun goldenen Sternen begleitet in drei Balkenreihen gestellt
71. ↑  In Silber ein roter Balken und ein roter Schildfuß mit Lappenschnitt oben und Jochschnitt unten
72. ↑  In Grün ein goldener Anker mit zwei silbernen Jakobsmuscheln zu seinen Seiten
73. ↑  In Rot ein aus dem silbernen Wellenbalken über dem Schildfuß wachsendem goldenen Hirsch mit zwei Enden
74. ↑  In Rot zwei silberne Hörner mit einer goldenen Lilie zwischen ihnen
75. ↑  In Rot drei goldene Sensenblätter mit den Spitzen nach rechtszeigend und jedes mit einer goldenen Krone geziert
76. ↑  In Rot eine goldene Ruderanlage eines Bootes mit der Pinne nach rechts zeigend
77. ↑  In Rot eine goldene gestürzter Sparren mit einer goldenen Glocke dazwischen
78. ↑  In Rot ein goldener Balken mit drei goldenen Tannen darauf und ein goldener Schildfuß